# Феклуха
Феклу́ха — посёлок в Верховажском районе Вологодской области. Входит в состав Коленгского сельского поселения, с точки зрения административно-территориального деления — в Коленгский сельсовет.
Находится в 248 км к северо-востоку от Вологды. Расстояние по автодороге до районного центра Верховажья — 60 км, до центра муниципального образования Ногинской — 27 км. Ближайшие населённые пункты — Григоровская и Наумовская.
По переписи 2002 года население — 329 человек (158 мужчин, 171 женщина). Преобладающая национальность — русские (96 %).

## История
Истоки названия населенного пункта уходят в XV век. Протекающий по восточной окраине нынешнего поселка ручеёк, впадающий в реку Коленьгу, был назван уменьшительным именем некоей Фёклы — хозяйки местечка, справно исполнявшей обязанности лесного сторожа в этом районе. Впоследствии наименование Феклуха как адресная ориентировка закрепилось за всем наделом окружающей тайги. Лес в  краях служил людям поставщиком строительного материала, топлива, в изобилии одаривал ягодами, грибами, являлся местом егерской охоты.
После выхода в свет Лесного кодекса РСФСР от 7 июля 1923 года и разрешения на ведение лесного хозяйства в лесах местного значения (теперь это сельские леса) крестьяне преимущественно из Тотемского уезда стали дополнительно заниматься в Феклухе подсочными работами, добывать сосновую смолу (живицу), напоминающую по консистенции жидкий янтарь. В лесохимической промышленности живица занимала преимущественное место сырьевого компонента для выработки канифоли и терпентинного масла (скипидара).
В 1927 году на берегах реки Коленьги были построены первые бараки временщиков, возникло поселение Феклуха. Люди здесь пока не оседло занимались смолокурением, гнали дёготь из сосны, изготавливали древесный уголь (нагревая фасованные поленья в огромных печах без доступа воздуха), из бересты выкапчивали сажу. От продажи получаемой продукции извлекали ощутимый доход. В четырех километрах западнее сохранилось местечко с названием «лесохимия», где видны остатки ям-печей с полузаглубленными в земле просмоленными сточными желобами.
Приказом Тарногского леспромхоза № 176 от 23 сентября 1939 года был официально образован Коленгский лесопункт с лесоповалом на участке Феклухе, ознаменовавший начало промышленной рубки и поставки стране леса. Река Коленьга, разделяющая поселок Феклуху на юго-западную и северо-восточную части, соединяющиеся автомобильным и пешеходным мостами, в советские времена служила транспортной артерией молевого сплава древесины в портовый город Архангельск.
В 1974 году населенный пункт Феклуха получил статус посёлка.
Жизнеобеспечение осуществляется ОРС-овским (отдел рабочего снабжения) магазином смешанных товаров, пекарней, отделением «Почты России». Клуб, библиотека, фельдшерско-акушерский пункт размещены в одном здании с автономным водяным отоплением. Коммуникации представлены централизованным электроснабжением, сотовой мобильной связью «Мегафон», цифровой оптико-волоконной связью. Функционирует общий водопровод с подводкой в дома и квартиры чистой не нуждающейся в фильтровании артезианской воды. Через поселок проходит гравийная дорога, соединяющая два районных центра — сёла Верховажье и Тарногский Городок. До Верховажья (на запад) — 60 километров, из них 20 км с асфальтовым покрытием. До Тарногского Городка (на восток) — 50 километров, из них 37 км с асфальтовым покрытием.